# New Shepard
New Shepard (en español, Nuevo Shepard) es un cohete suborbital de despegue vertical y aterrizaje vertical (VTVL) desarrollado por Blue Origin como sistema comercial para el turismo espacial suborbital. Su nombre hace referencia al primer astronauta estadounidense en el espacio, Alan Shepard, perteneciente a los Mercury Seven, quien ascendió al espacio realizando una trayectoria suborbital similar a la planteada para el lanzador.
Las pruebas en vuelo de los prototipos de vehículos y motores comenzaron en 2006. No fue hasta principios de la década de 2010 cuando comenzó el desarrollo de motores a gran escala, que se completó en 2015. Ese mismo año comenzaron las pruebas del vehículo completo sin tripulación, comprendido por la parte propulsiva y la cápsula espacial.
El 23 de noviembre de 2015, tras alcanzar una altitud de 100,5 kilómetros (62,4 mi), considerado espacio exterior, el vehículo realizó con éxito un aterrizaje vertical, la primera vez que un lanzador suborbital regresaba del espacio para realizar un aterrizaje vertical con éxito. La campaña de pruebas continuó en 2016 y 2017 con cuatro vuelos adicionales realizados con el mismo vehículo (NS2) en 2016 y el primer vuelo de prueba del nuevo vehículo NS3 realizado en 2017.
Se planeaba que en 2019 tuviera lugar el primer vuelo de prueba con tripulación y la venta de billetes para vuelos comerciales. Sin embargo, no fue hasta julio de 2021 cuando New Shepard llevó finalmente a cuatro tripulantes por encima de la línea de Karman en el vuelo suborbital Blue Origin NS-16, entre ellos a Jeff Bezos, su hermano Mark Bezos, Wally Funk, que actualmente es la mujer más anciana en viajar al espacio y formó en los años 60 parte del programa mercury 13. El último asiento fue ocupado por Oliver Daemen, que fue la persona más joven en viajar al espacio.

## Historia

### Desarrollos tempranos
El primer vehículo del programa de desarrollo fue un lanzador de demostración a pequeña escala llamado Goddard, construido en 2006 tras el impulso de Blue Origin en el desarrollo de motores. Goddard realizó su primer vuelo el 13 de noviembre de 2006  y se ensambló en las instalaciones próximas a Seattle, en Washington.
También en 2006, se inició el proceso para construir un centro de operaciones y pruebas aeroespaciales en una parte de Corn Ranch, un terreno propiedad de Jeff Bezos de 670 km² situado a 40 km al norte de Van Horn, Texas. Según Rob Meyerson, gestor de proyectos de Blue Origin, seleccionaron Texas como el sitio de lanzamiento debido a las conexiones históricas del estado con la industria aeroespacial. Sin embargo, estas instalaciones no están ubicadas cerca del sitio de lanzamiento planificado y el vehículo no se fabricará en Texas.
Para el desarrollo completo también se necesitaba una cápsula tripulada, cuyo diseño se inició a principios de la década de 2000. El 19 de octubre de 2012, se llevó a cabo con éxito un escape de la plataforma de un modelo a escala de la cápsula, en su complejo de lanzamiento al oeste de Texas. Para la prueba, la cápsula encendió su motor de escape y se despegó desde una estructura que simulaba el vehículo de lanzamiento. La cápsula alcanzó una altitud de 703 metros (2307 pies) con empuje vectorial activo, antes de descender en paracaídas hasta un aterrizaje suave a 500 metros del punto de partida.
En abril de 2015, se completaron las pruebas de aceptación del motor BE-3 que impulsaría el vehículo New Shepard de mayor tamaño. Tenían la intención de comenzar las pruebas de vuelo más adelante en 2015, con una frecuencia de lanzamiento mensual, lo que significaba «una serie de docenas de vuelos a lo largo del programa de pruebas suborbitales [que tomaría] un par de años en completarse». El mismo mes, la FAA anunció que la documentación reglamentaria para el programa de prueba estaba ya presentada y aprobada. Se esperaba que los vuelos de prueba comenzaran antes de mediados de mayo de 2015.
En febrero de 2016, se habían construido tres vehículos New Shepard. El primero se perdió en una prueba en abril de 2015, el segundo había volado dos veces y el tercero se estaba terminando de fabricar en las instalaciones de Kent, Washington.
En 2016, el equipo de Blue Origin recibió el Trofeo Collier por demostrar la reutilización de cohetes propulsores.

### Vuelos de prueba
En 2015 se inició un programa de vuelos de prueba A mediados de 2016, el programa estaba lo suficientemente avanzado como para volar cargas útiles de investigación suborbital para universidades y la NASA. En 2018 los vuelos de prueba todavía continuaban y ya se planeaba vender tickets para vuelos suborbitales.

#### New Shepard 1

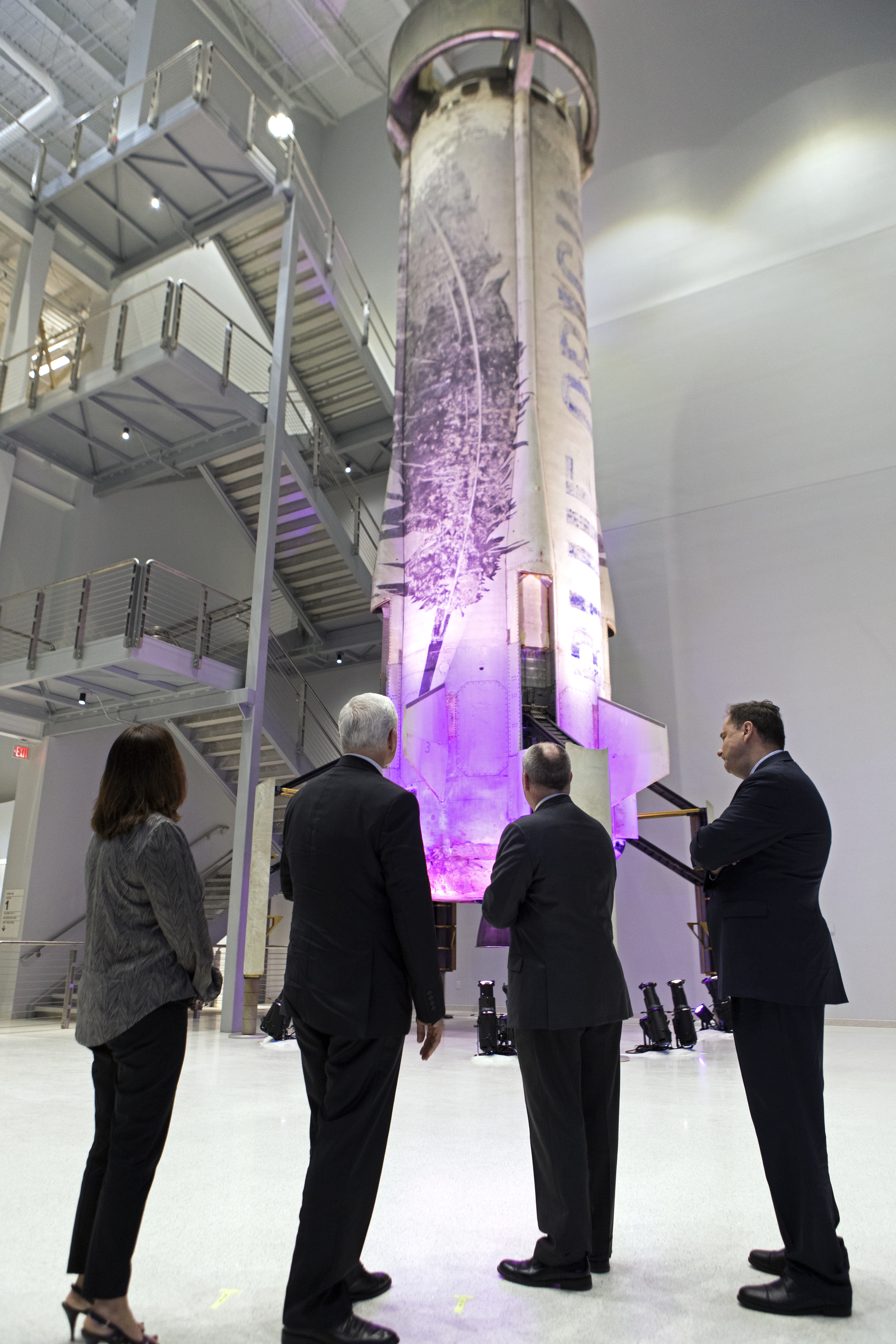
El Vicepresidente de los Estados Unidos Mike Pence junto a su esposa Karen Pence, el CEO de Blue Origin Robert Smith y el Administrador Interino de la NASA Robert Lightfoot junto al cohete suborbital New Shepard en la planta de fabricación de Blue Origin.

El primer vuelo del vehículo a gran escala, el NS1, se llevó a cabo el 29 de abril de 2015, durante el cual se alcanzó una altitud de 93,5 kilómetros. Si bien el vuelo de prueba en sí se consideró un éxito y la cápsula se recuperó con éxito mediante el aterrizaje en paracaídas, la etapa propulsiva se estrelló en el aterrizaje y quedó irrecuperable, debido a un fallo de la presión hidráulica en el sistema de control del vehículo durante el descenso.

#### New Shepard 2
El módulo de propulsión NS2, realizó cinco vuelos exitosos en 2015 y 2016, y se retiró después de su quinto vuelo en octubre de 2016.

##### Primer aterrizaje suave vertical
Después de la pérdida del NS1, se construyó un segundo vehículo, apodado NS2. Su primer vuelo, y el segundo vuelo de prueba de New Shepard en total, tuvo lugar el 23 de noviembre de 2015, alcanzando los 100,5 kilómetros (329 724,4 pies) de altitud, con recuperación exitosa de la cápsula y del lanzador. El cohete propulsor realizó con éxito un aterrizaje vertical motorizado. Este fue el primer aterrizaje vertical exitoso de un cohete en la Tierra después de volar 3140 metros (10 301,8 pies) más alto que el logro del McDonnell Douglas DC-XA en la década de 1990, y el primero después de enviar algo al espacio. Jeff Bezos fue citado diciendo que Blue Origin planeaba usar la misma arquitectura de New Shepard para el vehículo orbital.

##### Segundo aterrizaje suave vertical
El 22 de enero de 2016, Blue Origin repitió con éxito el perfil de vuelo del lanzamiento del 23 de noviembre de 2015 con el mismo vehículo. Alcanzó una altitud máxima de 101,7 kilómetros (63,2 mi) y, después de la separación, tanto la cápsula como el vehículo de lanzamiento regresaron al suelo intactos. Este logro demostró su capacidad de reutilización y un tiempo de respuesta entre lanzamientos de 61 días.

##### Tercer aterrizaje suave vertical
El 2 de abril de 2016, el mismo propulsor voló por tercera vez, alcanzando los 103,8 kilómetros, antes de su regreso con éxito.

##### Cuarto aterrizaje suave vertical
El 19 de junio de 2016, el mismo propulsor voló, ahora por cuarta vez, alcanzando nuevamente más de 100,6 km, antes de regresar con éxito para un aterrizaje vertical propulsado.
La cápsula regresó una vez más bajo paracaídas pero, esta vez, hizo un descenso de prueba con solo dos paracaídas antes de terminar con un breve pulso de retropropulsión del cohete para disminuir la velocidad de impacto del suelo a 4,8 km/h. Los dos paracaídas «ralentizaron el descenso a 37 km/h, a diferencia de los habituales 26 km/h con tres paracaídas». Se utilizaron parachoques aplastables para reducir aún más el impacto de aterrizaje, usando su deformación para absorber la energía.

##### Quinta y última prueba
El 5 de octubre de 2016 se realizó un quinto y último vuelo de prueba del NS2. El objetivo principal era impulsar la cápsula hasta el punto de mayor presión dinámica a velocidad transónica y realizar una prueba de vuelo del sistema de aborto en vuelo. Debido a los golpes y a las fuerzas que impactarían el lanzador después de la separación a alta velocidad de la cápsula, fuera de la región de diseño, no se esperaba que NS2 sobreviviera y aterrizara, y si lo hacía, se esperaba retirarlo para convertirlo en un objeto de museo. El ensayo resultó exitoso. Se produjo el aborto y NS2 se mantuvo estable tras la separación de la cápsula, completó su ascenso y aterrizó con éxito por quinta y última vez.

#### New Shepard 3
New Shepard 3, o NS3, se modificó para aumentar su reutilización y mejorar su protección térmica. Se incluía un módulo de propulsión rediseñado y nuevos paneles de acceso para un servicio más rápido y mayor protección térmica. NS3 se completó y envió al sitio de lanzamiento en septiembre de 2017, aunque algunas partes se habían construido ya en marzo de 2016. Las pruebas de vuelo comenzaron en 2017 y continuaron en 2019. Se integró con la nueva cápsula para la tripulación, versión 2.0, que incluía ventanas. El propósito de NS3 era el del transporte de carga, no el de pasajeros.
Su primera prueba de vuelo tuvo lugar el 12 de diciembre de 2017. Fue el primero en realizarse bajo el régimen regulatorio de una licencia de lanzamiento otorgada por la FAA estadounidense. Los vuelos de prueba anteriores habían volado con un permiso experimental, que no permitía a Blue Origin transportar carga por la que se paga comercialmente. Esto convirtió el vuelo de NS3 en el primer vuelo con ingresos para cargas útiles. Llevó a cabo 12 experimentos, así como un maniquí de prueba bautizado como «Mannequin Skywalker».
Desde el vuelo inaugural, «Blue Origin ha estado realizando actualizaciones en el vehículo [...] destinadas principalmente a mejorar la operatividad en lugar del rendimiento o la fiabilidad. Esas actualizaciones tardaron más de lo esperado», lo que provocó una brecha de varios meses en los vuelos de prueba. El segundo vuelo de prueba tuvo lugar el 29 de abril de 2018. El décimo vuelo general de New Shepard y el cuarto vuelo NS3 se habían planeado originalmente para diciembre de 2018, pero se retrasaron debido a "problemas de infraestructura terrestre". Tras un diagnóstico del problema inicial, se reprogramó el lanzamiento para principios de 2019, después de detectar «sistemas adicionales» que también necesitaban reparaciones. El vuelo se lanzó el 23 de enero de 2019 y voló con éxito al espacio con una altitud máxima de 106,9 km.

#### New Shepard 4
El New Shepard 4 (NS4) será el primero en transportar pasajeros. El vehículo se fabricó en 2018 y se trasladó a las instalaciones de lanzamiento al oeste de Texas en diciembre de 2019. El vuelo inaugural está previsto para 2021.
Se planeó un primer pedido de construcción de seis vehículos, cada uno de los cuales tardaba de 9 a 12 meses en construirse. Después de la construcción inicial, y tras completar un extenso programa de vuelos de prueba, la compañía tiene la intención de «dejar que la demanda de turismo espacial y la investigación determinen cuántos vehículos adicionales se pueden necesitar».

### Vuelos comerciales
Durante muchos años, no se realizaron declaraciones públicas sobre la fecha del inicio de los vuelos comerciales de New Shepard. En junio de 2018, la compañía anunció que, si bien seguía planeando transportar pasajeros internos iniciales más adelante en 2018, hasta 2019 no vendería tickets comerciales.
Finalmente, el 20 de julio de 2021 tuvo lugar el primer vuelo tripulado del lanzador, el vuelo Blue Origin NS-16, con cuatro personas a bordo, entre ellas Jeff Bezos y Wally Funk.

## Lista de vuelos completa
| Vuelo | Fecha                              | Vehículo                   | Apogeo                                                                             | Resultado     | Notas |
| ----- | ---------------------------------- | -------------------------- | ---------------------------------------------------------------------------------- | ------------- | --- |
| 1     | 29 de abril de 2015                | New Shepard 1              | 93,5 kilómetros (58,1 mi)                                                          | Éxito parcial | Altitud de 93,5 km alcanzada, cápsula recuperada, lanzador estrellado en el aterrizaje. |
| 2     | 23 de noviembre de 2015            | New Shepard 2              | 329 839 pies (100,5 km; 62,5 mi)                                                   | Éxito         | Vuelo suborbital y aterrizaje. |
| 3     | 22 de enero de 2016                | New Shepard 2 ♺            | 333 582 pies (101,7 km; 63,2 mi)                                                   | Éxito         | Vuelo suborbital y aterrizaje de un lanzador reutilizado. |
| 4     | 2 de abril de 2016                 | New Shepard 2 ♺            | 339 178 pies (103,4 km; 64,2 mi)                                                   | Éxito         | Vuelo suborbital y aterrizaje de un lanzador reutilizado. |
| 5     | 19 de junio de 2016                | New Shepard 2 ♺            | 331 501 pies (101 km; 62,8 mi)                                                     | Éxito         | Vuelo suborbital y aterrizaje de un lanzador reutilizado cuatro veces. Blue Origin retransmitió en directo el lanzamiento y el aterrizaje. |
| 6     | 5 de octubre de 2016               | New Shepard 2 ♺            | Lanzador: 307 458 pies (93,7 km; 58,2 mi) Cápsula: 23 269 pies (7,1 km; 4,4 mi)    | Éxito         | Vuelo suborbital y aterrizaje de un lanzador reutilizado. Prueba exitosa del sistema de aborto en vuelo. Quinto y último vuelo del NS2. |
| 7     | 12 de diciembre de 2017            | New Shepard 3 H.G. WELLS   | Lanzador: 322 032 pies (98,2 km; 61,0 mi) Cápsula: 322 405 pies (98,3 km; 61,1 mi) | Éxito         | Vuelo hasta casi 100 km y aterrizaje. Primer lanzamiento del NS3 y nueva cápsula 2.0. |
| 8     | 29 de abril de 2018                | New Shepard 3 H.G. WELLS ♺ | 351 000 pies (107 km; 66,5 mi)                                                     | Éxito         | Vuelo suborbital y aterrizaje de un lanzador reutilizado. |
| 9     | 18 de julio de 2018                | New Shepard 3 H.G. WELLS ♺ | 389 846 pies (118,8 km; 73,8 mi)                                                   | Éxito         | Vuelo suborbital y aterrizaje de un lanzador reutilizado, con la cápsula 2.0-1 RSS H.G.Wells, llevando a bordo un maniquí. Prueba exitosa del sistema de aborto en vuelo a gran altitud. El vuelo duró 11 minutos. |
| NS-10 | 23 de enero de 2019                | New Shepard 3 H.G. WELLS ♺ | c. 106,9 kilómetros (66,4 mi)                                                      | Éxito         | Vuelo suborbital, retrasado desde el 18 de diciembre de 2018. A bordo, ocho cargas de pago científicas y tecnológicas de la NASA. |
| NS-11 | 2 de mayo de 2019                  | New Shepard 3 H.G. WELLS ♺ | c. 346 000 pies (105,5 km; 65,5 mi)                                                | Éxito         | Vuelo suborbital. Máxima velocidad ascensional: 2217 millas por hora (3567,9 km/h), duración: 10 minutos y 10 segundos. Carga útil: 38 experimentos para microgravedad (9 de ellos promovidos por la NASA). |
| NS-12 | 11 de diciembre de 2019            | New Shepard 3 H.G. WELLS ♺ | c. 104,5 kilómetros (64,9 mi)                                                      | Éxito         | Vuelo suborbital, Carga útil: Comerciales, científicas (8 promovidas por la NASA) y educacionales, incluidas postales del Club for the Future. El sexto lanzamiento y aterrizaje del mismo vehículo. |
| NS-13 | 13 de octubre de 2020, 13:37 UTC   | New Shepard 3 H.G. WELLS ♺ | c. 351,200ft 107,05 kilómetros (66,5 mi)                                           | Éxito         | Séptimo vuelo del mismo vehículo. 12 cargas de pago, incluyendo a Space Lab Technologies, Southwest Research Institute, postales y semillas del Club for the Future, y otras de la NASA como SPLICE para probar futuras tecnologías de alunizaje en el programa Artemisa. |
| NS-14 | 14 de enero de 2021, 17:19 UTC     | New Shepard 4 FIRST STEP   | Lanzador: 106.942 km Cápsula: 107.050 km                                           | Éxito         | Vuelo de calificación no tripulado del NS4. |
| NS-15 | 14 de abril de 2021 16:51          | New Shepard 4 FIRST STEP ♺ | Lanzador: 105.671 km Cápsula: 106.300 km                                           | Éxito         | Segundo vuelo de calificación no tripulado del NS4. |
| NS-16 | 20 de julio de 2021, 13:21 UTC     | New Shepard 4 FIRST STEP ♺ | Lanzador: 105.823 km Cápsula: 107.05 km                                            | Éxito         | Primer vuelo tripulado del New Shepard. Cuatro personas iban a bordo, entre ellas Jeff Bezos y Wally Funk. |
| NS-17 | 25 de agosto de 2021               | New Shepard 3 H.G. WELLS ♺ | Cápsula 105,898 kilómetros (65,8 mi)                                               | Éxito         | Octavo vuelo del mismo vehículo. El vuelo llevara 6 cargas de pago dentro del programa Flight Opportunities de la agencia que admite pruebas de vuelo de carga útil,, incluyendo el programa OSCAR de la NASA que probarán las capacidades de conversión de basura a gas de los vuelos espaciales a través del Reactor Orbital Syngas / Commodity Augmentation Reactor (OSCAR) y el sistema de navegación SPLICE para probar futuras tecnologías de alunizaje en el programa Artemisa. |
| NS-18 | 13 de octubre de 2021, 14:49 UTC   | New Shepard 4 FIRST STEP ♺ | Lanzador: 106 km Cápsula: 107.041 km                                               | Éxito         | Segundo vuelo tripulado del New Shepard. Cuatro personas iban a bordo, entre ellas el actor William Shatner, que interpretó al capitán Kirk en la serie de STAR TREK. |
| NS-19 | 11 de diciembre de 2021, 15:01 UTC | New Shepard 4 FIRST STEP ♺ | Lanzador: 106 km Cápsula: 107.041 km                                               | Éxito         | Tercer vuelo tripulado del New Shepard. Primer vuelo con 6 personas a bordo, entre ellas Laura Shepard-Churchley, hija del astronauta Alan Shepard, que fue el primer estadounidense en volar al espacio. |
| NS-20 | 31 de marzo de 2022, 14:07:55 UTC  | New Shepard 4 FIRST STEP ♺ | Lanzador: 106 km Cápsula: 107 km                                                   | Éxito         | Cuarto vuelo tripulado del New Shepard. Segundo vuelo con 6 personas a bordo. |
| NS-21 | 4 de junio de 2022, 13:25:02 UTC   | New Shepard 4 FIRST STEP ♺ | Lanzador: 106 km Cápsula: 107 km                                                   | Éxito         | Quinto vuelo tripulado del New Shepard. El vuelo tuvo 6 personas a bordo, entre ellas a Katya Echazarreta, que fue la primera mujer de origen mexicano en volar al espacio. |
| NS-22 | 4 de agosto de 2022, 13:56:07 UTC  | New Shepard 4 FIRST STEP ♺ | Lanzador: 106 km Cápsula: 107 km                                                   | Éxito         | Sexto vuelo tripulado del New Shepard. El vuelo tuvo 6 personas a bordo, entre ellas a Sara Sabry, que fue la primera mujer egipcia en volar al espacio y el portugués Mário Ferreira que también es el primer ciudadano de su país en llegar al espacio. |
| NS-23 | 12 de septiembre de 2022           | New Shepard 3 H.G. WELLS   | 11,4 kilómetros (7,1 mi)                                                           | Fracaso       | El propulsor falló durante el q máximo aproximadamente un minuto después del lanzamiento, lo que activó el sistema de escape de lanzamiento que eliminó la cápsula. del refuerzo. La cápsula aterrizó con éxito, mientras que el propulsor fue destruido al impactar contra el suelo. |
| NS-24 | 19 de diciembre de 2023            | New Shepard 4 FIRST STEP   | Lanzador: 106.94 km Cápsula: 107.06 km                                             | Éxito         | Fue el primer vuelo de New Shepard en más de un año desde la falla de Blue Origin NS-23 . |

## Diseño

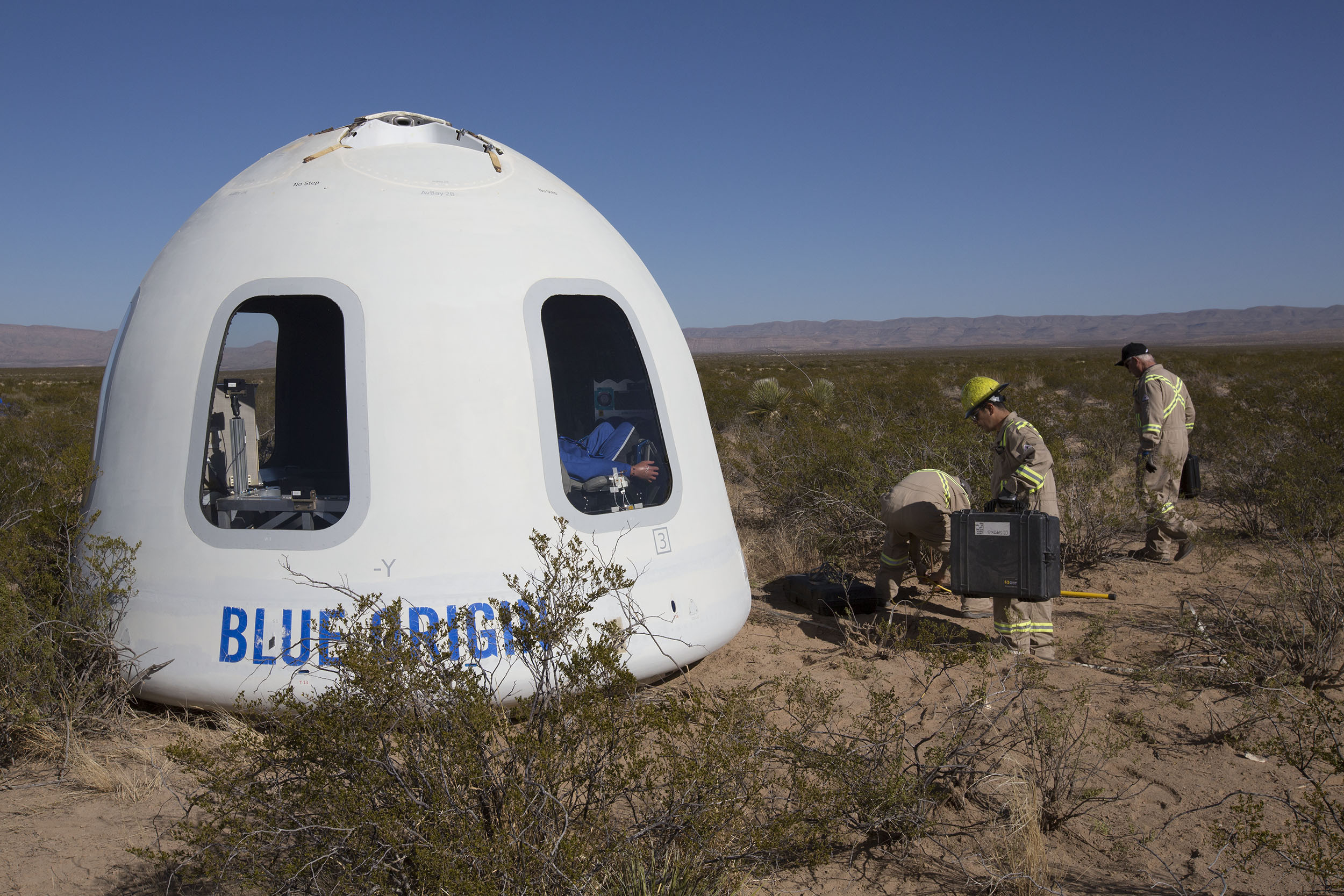
Cápsula del New Shepard después del aterrizaje

El New Shepard es un vehículo espacial de despegue vertical y aterrizaje vertical (VTVL) totalmente reutilizable compuesto por dos partes principales: una cápsula presurizada y un cohete propulsor que Blue Origin denomina módulo de propulsión. Está controlado completamente por computadoras a bordo, sin control desde tierra o un piloto a bordo.

### Cápsula de tripulación
La cápsula está presurizada, puede transportar a seis personas y admite un sistema de escape de lanzamiento de «envolvente completa» que puede separar la cápsula del módulo propulsor en cualquier momento durante el ascenso. El volumen interior de la cápsula es de 15 metros cúbicos. El motor Crew Capsule Escape Solid Rocket (CCE-SRM) lo provee la compañía Aerojet Rocketdyne. Después de la separación se despliegan dos o tres paracaídas. Justo antes de aterrizar, se disparan cohetes retropropulsores.

### Módulo de propulsión
El módulo de propulsión funciona con el motor BE-3, un motor de cohete bipropelente fabricado por Blue Origin que quema hidrógeno líquido y oxígeno líquido. Se realizaron también algunos trabajos de desarrollo inicial en motores con otros propelentes: el motor BE-1, con peróxido de hidrógeno monopropelente; y el motor BE-2, con un oxidante de peróxido de alto rendimiento (HTP) y queroseno RP-1.

## Misión
El lugar de lanzamiento se encuentra en la zona oeste de Texas, donde el vehículo realiza un vuelo propulsado durante aproximadamente 110 segundos, hasta una altitud de 40 kilómetros (131 233,6 pies). La inercia prolonga su ascenso sin motor hasta una altitud de aproximadamente 100 kilómetros (328 084 pies). Después de alcanzar el apogeo, el vehículo realiza un descenso y reinicia sus motores principales unas decenas de segundos antes del aterrizaje vertical, cerca de su lugar de lanzamiento. La duración total de la misión se estima en unos 10 minutos.
La variante con tripulación presenta un módulo de tripulación separado que se separa cerca de la altitud máxima, cuyo descenso sería decelerado mediante el despliegue de paracaídas. El módulo de tripulación también puede separarse en caso de mal funcionamiento del vehículo u otra emergencia utilizando propulsores de separación de propulsante sólido y realizar un aterrizaje en paracaídas.